# Moji Makanjuola
Moji Makanjuola est une journaliste présentatrice nigériane. Ancienne présidente de « l'Association nigériane des femmes journalistes  en anglais " Nigerian Association of Women Journalist" (NAWOJ), elle est considérée comme l'une des doyennes de la profession au Nigéria.

## Biographie
Journaliste spécialisée en santé, Moji Makanjuola naît à Kwara State au Nigéria. Elle fait partie de ces journalistes audiovisuels nigérians qui ont contribué à l'amélioration et au développement du journalisme au Nigeria, en particulier dans le domaine de la santé,,,.

### Parcours professionnel
Consultante médias auprès de ONU Femmes, elle a également travaillé pendant une dizaine d'années  à la Nigerian Television Authority (NTA), où elle a gravi les échelons jusqu'au poste de responsable de la santé et de l'égalité des sexes avant de prendre sa retraite.
Elle a été membre pionnière du Center for Diseases Control, CDC Atlanta aux États-Unis.
Avant de prendre sa retraite de la NTA, elle avait travaillé à l'époque à la National Television Broadcast, dans l'État de Kwara, au Nigeria, où elle a été la première présentatrice télé. Makanjuola a également dirigé les unités de présentation et de reportage de la NTA entre 1980 et 1985. Après sa retraite de la Nigeria Television Authority (NTA) en tant que chef pionnier du bureau de la santé et du genre, elle a continué à travailler pour la NTA sur une base contractuelle. Elle est également directrice de la photographie et présidente-directrice générale de Bronz and Onyx, une société de communication  et marketing intégrée.
Elle a été présidente de l'Association nigériane des femmes journalistes (NAWOJ),. Elle est l'auteure d'un livre intitulé Health Journalism : A Journey with Moji Makanjuola, publié en décembre 2012.
Makanjuola aurait autrefois utilisé ses reportages pour changer les points de vue des sceptiques en matière de vaccins au Nigéria.

## Distinctions
Le 29 septembre 2014, Aunty Moji, comme on l'appelle affectueusement, fait partie des 305 Nigérians distingués par président nigérian, Goodluck Ebele Jonathan.
Elle a été faite membre de l'Ordre de la République fédérale (MFR). Elle est également directrice exécutive de la Société internationale des médias en santé publique (ISMP).